# Улитино (Одинцовский район)
Ули́тино — деревня в Одинцовском городском округе Московской области России. Расположена на реке Жуковке. С 2006 по 2019 года входила в состав сельского поселения Ершовское.

## Население
| 1852 | 1859 | 1890 | 1899 | 1926 | 1989 | 2002 |
| ---- | ---- | ---- | ---- | ---- | ---- | ---- |
| 277  | ↘246 | ↗290 | ↗294 | ↗336 | ↘132 | ↘111 |
| 2006 | 2010 |      |      |      |      |      |
| →111 | ↘94  |      |      |      |      |      |